# Габионета Бинануова
Габионета Бинануова (итал. Gabbioneta-Binanuova) је насеље у Италији у округу Кремона, региону Ломбардија.
Према процени из 2011. у насељу је живело 409 становника. Насеље се налази на надморској висини од 36 м.

## Становништво
| 1936. | 1951. | 1961. | 1971. | 1981. | 1991. | 2001. | 2011. |
| ----- | ----- | ----- | ----- | ----- | ----- | ----- | ----- |
| 2.019 | 1.893 | 1.589 | 1.207 | 1.081 | 971   | 968   | 899   |